# Margaretha van Savoye (1851-1926)
Maria Margaretha Theresia Johanna van Savoye (Turijn, 20 november 1851 - Bordighera, 4 januari 1926) was als echtgenote van koning Umberto I koningin van Italië tijdens diens regering van 1878 tot 1900. Ze was de dochter van prins Ferdinand, hertog van Genua, en kleindochter van koning Karel Albert van Sardinië.

## Leven
Prinses Margherita werd geboren op 20 november 1851 te Turijn. Ze was het eerste kind en de enige dochter van Ferdinand Maria van Savoye-Carignano en Elizabeth van Saksen. Haar grootouders aan vaderskant waren koning Karel Albert van Sardinië en koningin Maria Theresia van Toscane. En haar grootouders aan moederskant waren koning Johan van Saksen en koningin Amalia Augusta van Beieren. Margherita had één jongere broer: Thomas (1854-1931), huwde Isabella Marie Elizabeth van Beieren, een kleindochter van koning Lodewijk I van Beieren.
Margherita trad op 21 april 1868 in het huwelijk met prins Umberto van Italië (1844-1900), de oudste zoon van koning Victor Emanuel II en diens vroeg overleden vrouw Adelheid van Oostenrijk. Adelheid was op haar beurt weer een kleindochter van keizer Leopold II. Haar man was een broer van de latere koning Amadeus van Spanje. Ook had Umberto een jonger zusje Pia die later koningin werd van Portugal als echtgenote van koning Lodewijk. De oudere zus van Umberto was Clothilde die in het huwelijk trad met Napoleon Jozef Karel Paul Bonaparte.
Koning Victor Emanuel II stierf op 9 januari 1878 te Rome waardoor de man van Margherita als Umberto I de tweede koning van het Koninkrijk Italië werd.
Margaretha steunde kunstenaars en schrijvers en zette verschillende culturele organisaties op. Ze deed ook veel aan goede doelen en steunde vooral het Rode Kruis. Het bekendste is ze evenwel van de pizza margherita die naar haar is vernoemd. Samen met haar echtgenoot ging ze in 1889 op vakantie in Napels. Daar ontboden ze de beroemde pizzabakker Raffaele Esposito op het paleis om hen met zijn kookkunsten bekend te maken. Esposito bereidde drie soorten pizza: met ham, kaas en basilicum, met knoflook, olie en tomaten, en met mozzarella, basilicum en tomaten (de kleuren van de Italiaanse vlag). Deze laatste pizza beviel de koningin zo goed dat ze de kok later een bedankbrief schreef. Hier handig op inspelend noemde hij deze pizza voortaan pizza margherita.

## Huwelijk en kinderen
Uit het huwelijk van Margherita en Umberto werd één zoon geboren:
- Victor Emanuel (11 november 1869 - 28 december 1947), later koning van Italië als Victor Emanuel III. Hij trad in het huwelijk met Helena van Montenegro.